# Paris-Menin
Paris-Menin est une ancienne course cycliste belge, organisée de 1910 à 1927 entre la Capitale française et la ville de Menin (Menen, en flamand), située en région flamande dans la province de Flandre-Occidentale. 

## Palmarès
| Année | Vainqueur            | Deuxième               | Troisième             |
| ----- | -------------------- | ---------------------- | --------------------- |
| 1910  | Cyrille Van Hauwaert | Jules Masselis         | Henri Hanlet          |
| 1911  | Charles Crupelandt   | Charles Deruyter       | Nestor Rosart         |
| 1912  | Jules Masselis       | Joseph Van Daele       | Lucien Petit-Breton   |
| 1913  | Giovanni Micheletto  | Georges Monseur        | Paul Deman            |
| 1914  | Philippe Thys        | Émile Engel            | Marcel Godivier       |
| 1924  | Hector Martin        | Gaston Rebry           | Léon De Graevelynck   |
| 1925  | Alexander Maes       | Gustave Van Slembrouck | Léon Martin           |
| 1926  | Maurice De Waele     | Omer Huyse             | Léopold-Albert Matton |
| 1927  | Maurice De Waele     | Aimé Dossche           | Gaston Rebry          |